# Lista dos últimos sobreviventes de eventos históricos
Um evento histórico pode ser definido como qualquer ocorrência do passado, independentemente de sua significância, com o termo "história" — abrangendo eventos passados e quaisquer memórias, descobertas, coleções, organizações, apresentações e/ou interpretações associadas a eles. Isso difere de um evento histórico que costuma ser menos inclusivo e se destaca por ter causado um impacto significativo na própria história.
A seguir está uma lista de pessoas notáveis documentadas como os últimos indivíduos vivos que testemunharam, sobreviveram ou participaram de eventos históricos significativos ou quais foram os últimos membros vivos de um grupo histórico que contribuiu diretamente para tal evento (por exemplo, cientistas do Projeto Manhattan). Excluídos desta lista estão os últimos sobreviventes de guerras, falantes de línguas e outros que já estão registrados em páginas que representam categorias mais restritas.

## Antes de 1701
| Nome                                   | Falecimento                         | Evento histórico                                                          | Término do evento              |
| -------------------------------------- | ----------------------------------- | ------------------------------------------------------------------------- | ------------------------------ |
| Aristodemo de Esparta                  | c. 479 a.C. (c. 49 anos)            | Último espartano da Batalha das Termópilas                                | Agosto ou setembro de 480 a.C. |
| João, o Apóstolo                       | Cerca de 100                        | Última testemunha da crucificação de Jesus, e último apóstolo             | 7 de abril de 30               |
| Rómulo Augusto                         | Depois de 510                       | Último imperador romano ocidental                                         | 4 de setembro de 476           |
| Adelaide, Condessa de Vermandois       | 23 de setembro de 1123 (c. 40 anos) | Última carolíngia                                                         | 23 de setembro de 1123         |
| Sofia Paleóloga                        | 7 de abril de 1503                  | Último membro da corte imperial bizantina                                 | 29 de maio de 1453             |
| Sancho de Tovar                        | 1545 (c. 75 anos)                   | Último comandante da frota de Pedro Álvares Cabral que descobriu o Brasil | 22 de abril de 1500            |
| Dom Mancio Serra de Leguízamo          | 18 de setembro de 1589 (78 anos)    | Último conquistador conhecido que participou da captura de Atahualpa      | 16 de novembro de 1532         |
| João de Barros, o Tito Lívio Português | 20 de outubro de 1570 (c. 74 anos)  | Último donatário original das Capitanias Hereditárias do Brasil.          | 22 de agosto de 1539           |
| Francisco Barreto de Meneses           | 21 de janeiro de 1688 (c. 72 anos)  | Último comandante luso-brasileiro conhecido da Insurreição Pernambucana.  | 19 de fevereiro de 1649        |
| Moses Wheeler                          | 15 de janeiro de 1698 (100 anos)    | Último súdito da Rainha Isabel I da Inglaterra                            | 24 de março de 1603            |

## 1701–1800
| Nome                        | Falecimento                            | Evento histórico                                                                | Término do evento                           |
| --------------------------- | -------------------------------------- | ------------------------------------------------------------------------------- | ------------------------------------------- |
| Marie-Angelique Coulon      | 30 de abril de 1812 (106 anos)         | Última súdita do Rei Luís XIV da França                                         | 1 de setembro de 1715                       |
| George Gregory              | 13 de fevereiro de 1804 (108-109 anos) | Último marinheiro a ter feito parte da viagem de George Anson ao redor do mundo | 1744                                        |
| Isaac Smith                 | 2 de julho de 1831 (78-79 anos)        | Último sobrevivente da primeira viagem de James Cook                            | 1771                                        |
| George Robert Twelves Hewes | 5 de novembro de 1840 (98 anos)        | Último sobrevivente do Massacre de Boston e da Festa do Chá de Boston           | 5 de março de 1770 e 16 de dezembro de 1773 |
| Lucinda Parker              | 20 de fevereiro de 1880 (104 anos)     | Última pessoa nascida nas Treze Colônias                                        | 4 de julho de 1776                          |
| Charles Carroll             | 14 de novembro de 1832 (95 anos)       | Último assinante da Declaração de Independência dos Estados Unidos              | 4 de julho de 1776                          |
| Claude Laffitte             | 24 de setembro de 1896 (106 anos)      | Última súdita do Rei Luís XVI da França                                         | 10 de agosto de 1792                        |
| Daniel F. Bakeman           | 5 de abril de 1869 (109 anos)          | Último veterano da Revolução Americana                                          | 3 de setembro de 1783                       |
| James Madison               | 28 de junho de 1836 (85 anos)          | Último assinante da Constituição dos Estados Unidos                             | 7 de setembro de 1787                       |
| Manuel Rodrigues da Costa   | 19 de janeiro de 1844 (89 anos)        | Último participante conhecido da Inconfidência Mineira                          | 15 de junho de 1789                         |
| Arthur Dardenne             | 8 de setembro de 1872 (95-96 anos)     | Última pessoa a ter participado da Tomada da Bastilha                           | 14 de julho de 1789                         |
| Marie Daragnès              | 16 de fevereiro de 1906 (106 anos)     | Última francesa nascida durante a Revolução Francesa                            | 9 de novembro de 1799                       |
| Augusta Hejnek              | 1 de março de 1908 (108 anos)          | Última pessoa nascida nos anos 1700                                             | 31 de dezembro de 1799                      |
| Salome Sellers              | 9 de janeiro de 1909 (108 anos)        | Última pessoa nascida no século XVIII                                           | 31 de dezembro de 1800                      |

## 1801–1850
| Nome                            | Falecimento                        | Evento histórico                                                             | Término do evento      |
| ------------------------------- | ---------------------------------- | ---------------------------------------------------------------------------- | ---------------------- |
| Marguerite Pasquet              | 24 de novembro de 1921 (106 anos)  | Última súdita do Imperador Napoleão Bonaparte                                | 22 de junho de 1815    |
| Seth Weeks                      | 12 de setembro de 1887 (84 anos)   | Último sobrevivente do naufrágio do navio Essex, afundado por uma cachalote. | 20 de novembro de 1820 |
| Joaquim José de Sousa Breves    | 30 de setembro de 1889 (85 anos)   | Última testemunha do Grito do Ipiranga.                                      | 7 de setembro de 1822  |
| Mariano José Pereira da Fonseca | 16 de setembro de 1848 (75 anos)   | Último signatário da Constituição brasileira de 1824                         | 25 de março de 1824    |
| Philippe Demoulin               | 14 de fevereiro de 1912 (102 anos) | Último veterano da Revolução Belga                                           | 14 de julho de 1831    |
| Pedro de Alcântara Brasileiro   | 1902 (c. 72 anos)                  | Último filho de Pedro I do Brasil                                            | 1 de dezembro de 1831  |
| Thomas Patrickson               | 15 de outubro de 1914 (85-86 anos) | Último participante da Segunda Viagem do HMS Beagle                          | 2 de outubro de 1836   |
| Rebecca Tickaneesky Neugin      | 15 de julho de 1932 (97-98 anos)   | Última sobrevivente da Trilha das Lágrimas                                   | 1837                   |
| Walter T. Avery                 | 10 de junho de 1904 (90 anos)      | Último participante do primeiro jogo oficial de basebol                      | 19 de junho de 1846    |
| József Fischl                   | Março de 1929 (102 anos)           | Último veterano da Revolução Húngara de 1848                                 | 4 de outubro de 1849   |

## 1851–1900
| Nome                                                     | Falecimento                           | Evento histórico                                                                               | Término do evento                            |
| -------------------------------------------------------- | ------------------------------------- | ---------------------------------------------------------------------------------------------- | -------------------------------------------- |
| Teodolfo Mertel                                          | 11 de julho de 1899 (93 anos)         | Último cardeal a não ter sido padre                                                            | 15 de março de 1858                          |
| Cudjoe Lewis                                             | 26 de julho de 1935 (95 anos)         | Último passageiro do Clotilda, o último navio negreiro que foi para os EUA                     | 1859                                         |
| Georg Hermann Quincke                                    | 13 de janeiro de 1924 (89 anos)       | Último participante conhecido do Congresso de Karlsruhe.                                       | 5 de setembro de 1860                        |
| Giovanni Battista Egisto Sivelli                         | 1 de novembro de 1934 (90 anos)       | Último membro da Expedição dos Mil                                                             | 1861                                         |
| Vincenza Pannuti-Cammera                                 | 23 de junho de 1971 (110 anos)        | Última italiana nascida antes da Unificação Italiana                                           | 17 de março de 1861                          |
| Samuel J. Seymour                                        | 12 de abril de 1956 (96 anos)         | Última testemunnha presente no Teatro Ford durante o assassinato do presidente Abraham Lincoln | 14 de abril de 1865                          |
| Mary Bittlebrun                                          | 6 de agosto de 1976 (112 anos)        | Última cidadã do governo de Abraham Lincoln                                                    | 14 de abril de 1865                          |
| John Henry Coghill                                       | Possivelmente 1942 (90 anos)          | Última testemunha da morte de John Wilkes Booth                                                | 26 de abril de 1865                          |
| Charles M. Eldridge                                      | 8 de setembro de 1941 (96 anos)       | Último sobrevivente do desastre de Sutana                                                      | 27 de abril de 1865                          |
| Charles Tupper                                           | 30 de outubro de 1915 (94 anos)       | Último canadense pai da Confederação                                                           | 1 de julho de 1867                           |
| Pedro Angleró                                            | 16 de outubro de 1931 (109-110 anos)  | Último participante do Grito de Lares                                                          | 23 de setembro de 1868                       |
| George H. Large                                          | 15 de agosto de 1939 (88 anos)        | Último participante do primeiro jogo de futebol americano                                      | 6 de novembro de 1869                        |
| Luís Alves de Lima e Silva, Duque de Caxias              | 7 de maio de 1880 (76 anos)           | Último duque do Império do Brasil                                                              | 23 de março de 1869                          |
| Príncipe Ludwig Gaston of Saxe-Coburg and Gotha          | 23 de janeiro de 1942 (71 anos)       | Último descendente do Imperador Pedro II do Brasil nascido durante sua vida                    | 9 de agosto de 1881                          |
| Wyatt Earp                                               | 13 de janeiro de 1929 (80 anos)       | Último sobrevivente do Tiroteio no O.K. Corral                                                 | 26 de outubro de 1881                        |
| João Lustosa da Cunha Paranaguá, 2° Marquês de Paranaguá | 9 de fevereiro de 1912 (91 anos)      | Último marquês do Império do Brasil                                                            | 16 de maio de 1888                           |
| Frank Shomo                                              | 20 de março de 1997 (108 anos)        | Último sobrevivente da Inundação de Johnstown                                                  | 31 de maio de 1889                           |
| Adelina Domingues                                        | 21 de agosto de 2002 (114 anos)       | Última súdita do Rei D. Luís I de Portugal                                                     | 19 de outubro de 1889                        |
| Joaquim José Moreira Lima, Conde de Moreira Lima         | 2 de julho de 1926 (84 anos)          | Último conde do Império do Brasil                                                              | 31 de outubro de 1889                        |
| Luís Otávio de Oliveira Roxo, Visconde de Vargem Alegre  | 19 de fevereiro de 1937 (87 anos)     | Último visconde do Império do Brasil                                                           | 31 de outubro de 1889                        |
| Alfredo da Rocha Faria, 2° Barão de Nioaque              | 4 de janeiro de 1942 (82 anos)        | Último barão conhecido do Império do Brasil                                                    | 15 de novembro de 1889                       |
| João Alfredo Correia de Oliveira                         | 6 de março de 1919 (83 anos)          | Último Presidente do Conselho de Ministros do Império do Brasil                                | 15 de novembro de 1889                       |
| Hendrikje van Andel-Schipper                             | 30 de agosto de 2005 (115 anos)       | Última súdita do Rei Guilherme III dos Países Baixos                                           | 23 de novembro de 1890                       |
| Raymond Pimlott Kaighn                                   | 16 de agosto de 1962 (92 anos)        | Último participante do primeiro jogo de basquete                                               | 21 de dezembro de 1891                       |
| Dimitrios Loundras                                       | 15 de fevereiro de 1971 (85 anos)     | Último competidor das Olimpíadas de 1896                                                       | 15 de abril de 1896                          |
| Carlos Magalhães de Azeredo                              | 4 de novembro de 1963 (91 anos)       | Último fundador da Academia Brasileira de Letras                                               | 20 de julho de 1897                          |
| John Henry Turpin                                        | 10 de março de 1962 (85 anos)         | Último sobrevivente do naufrágio do USS Maine                                                  | 15 de fevereiro de 1898                      |
| John Davis                                               | 9 de junho de 1970 (91 anos)          | Último recebedor da medalha de honra da Guerra Hispano-Americana                               | 11 de maio de 1898                           |
| Maria Gomes Valentim                                     | 21 de junho de 2011 (114 anos)        | Última cidadã do governo de Prudente de Moraes                                                 | 15 de novembro de 1898                       |
| Emma Morano                                              | 15 de abril de 2017 (117 anos)        | Última pessoa verificada nascida nos anos 1800 e a última súdita conhecida do rei Umberto I    | 31 de dezembro de 1899 e 29 de julho de 1900 |
| William Seach                                            | 24 de outubro de 1978 (101 anos)      | Último recebedor da medalha de honra da Guerra dos Boxers                                      | 22 de junho de 1900                          |
| Maude Conic                                              | 14 de novembro de 2004 (105-106 anos) | Última sobrevivente do Furacão de Galveston de 1900                                            | 12 de setembro de 1900                       |
| Lucien Démanet                                           | 16 de março de 1979 (104 anos)        | Última competidora das Olimpíadas de 1900                                                      | 28 de outubro de 1900                        |
| Nabi Tajima                                              | 21 de abril de 2018 (117 anos)        | Última pessoa verificada nascida no século XIX                                                 | 31 de dezembro de 1900                       |

## 1901–1915
| Nome                          | Falecimento                        | Evento histórico                                                                       | Término do evento                          |
| ----------------------------- | ---------------------------------- | -------------------------------------------------------------------------------------- | ------------------------------------------ |
| Violet Brown                  | 15 de setembro de 2017 (117 anos)  | Última súdita da Rainha Vitória                                                        | 22 de janeiro de 1901                      |
| Fleetwood Lindley             | 1 de fevereiro de 1963 (75 anos)   | Última pessoa a ver os restos mortais de Abraham Lincoln                               | 26 de setembro de 1901                     |
| Wilhelm Conrad Röntgen        | 10 de fevereiro de 1923 (77 anos)  | Último laureado da Primeira Cerimônia do Prêmio Nobel                                  | 10 de dezembro de 1901                     |
| Irénise Moulonguet            | 28 de maio de 2013 (112 anos)      | Última sobrevivente da erupção do Monte Pelée                                          | 8 de maio de 1902                          |
| Ana María Vela-Rubio          | 15 de dezembro de 2017 (116 anos)  | Última súdita da Rainha Regente Maria Cristina da Áustria                              | 17 de maio de 1902                         |
| Goldie Steinberg              | 16 de agosto de 2015 (114 anos)    | Última sobrevivente dos Pogroms de Kishinev                                            | 7 de abril de 1903 e 20 de outubro de 1905 |
| Freddy Parent                 | 2 de novembro de 1972 (96 anos)    | Último jogador do World Series de 1903                                                 | 13 de outubro de 1903                      |
| Johnny Moore                  | 28 de fevereiro de 1952 (66 anos)  | Última testemunha do primeiro voo dos Irmãos Wright                                    | 17 de dezembro de 1903                     |
| Verde Clark Graff             | 3 de julho de 1989 (97 anos)       | Último sobrevivente do incêndio do Teatro Iroquois                                     | 30 de dezembro de 1903                     |
| Michael Barne                 | 31 de maio de 1961 (83 anos)       | Último sobrevivente da Expedição Discovery                                             | 1904                                       |
| Alexander Bernard Heron       | 24 de janeiro de 2000 (105 anos)   | Último trabalhador envolvido na construção do Canal do Panamá                          | 4 de maio de 1904                          |
| Adella Wotherspoon            | 26 de janeiro de 2004 (100 anos)   | Última e mais jovem sobrevivente do desastre do General Slocum                         | 15 de junho de 1904                        |
| Ellen Adelaide Brandenborg    | 22 de julho de 2017 (111 anos)     | Última súdita do rei Cristiano IX da Dinamarca                                         | 29 de janeiro de 1906                      |
| Bill Del Monte                | 11 de janeiro de 2016 (109 anos)   | Último sobrevivente do Sismo de São Francisco de 1906                                  | 18 de abril de 1906                        |
| Alida Victoria Grubba Rudge   | 23 de dezembro de 2016 (113 anos)  | Última cidadã conhecida do Governo de Rodrigues Alves                                  | 15 de novembro de 1906                     |
| Alice Ostlund                 | 28 de março de 2018 (111 anos)     | Última súdita do Rei Oscar II da Suécia                                                | 8 de dezembro de 1907                      |
| Francesca Nato                | 16 de abril de 2017 (110 anos)     | Última sobrevivente do Terremoto de Messina de 1908                                    | 28 de dezembro de 1908                     |
| João Cândido Felisberto       | 6 de dezembro de 1969 (89 anos)    | Último sobrevivente conhecido da Revolta da Chibata                                    | 26 de novembro de 1910                     |
| Rose Freedman                 | 15 de fevereiro de 2001 (107 anos) | Última sobrevivente do Incêndio na fábrica da Triangle Shirtwaist                      | 25 de março de 1911                        |
| Georges Hostelet              | 4 de novembro de 1960 (85 anos)    | Último participante da Primeira Conferência de Solvay                                  | 3 de novembro de 1911                      |
| Sid Daniels                   | 25 de maio de 1983 (89 anos)       | Último membro sobrevivente da tripulação do RMS Titanic                                | 15 de abril de 1912                        |
| Millvina Dean                 | 31 de maio de 2009 (97 anos)       | Última sobrevivente do naufrágio do RMS Titanic                                        | 15 de abril de 1912                        |
| Grace Hanagan (Martyn)        | 15 de maio de 1995 (87 anos)       | Última sobrevivente do naufrágio do RMS Empress of Ireland                             | 29 de maio de 1914                         |
| Vaso Čubrilović               | 11 de junho de 1990 (93 anos)      | Último participante do assassinato do arquiduque Francisco Fernando da Áustria-Hungria | 28 de junho de 1914                        |
| Alfred Anderson               | 21 de novembro de 2005 (109 anos)  | Último soldado que podia se lembrar da Trégua de Natal                                 | 24 de dezembro de 1914                     |
| Audrey Warren Lawson-Johnston | 11 de janeiro de 2011 (95 anos)    | Última sobrevivente do naufrágio do RMS Lusitania                                      | 7 de maio de 1915                          |
| Marion Eichholz               | 24 de novembro de 2014 (102 anos)  | Última sobrevivente do emborcamento do SS Eastland                                     | 24 de julho de 1915                        |

## 1916–1930
| Nome | Falecimento                           | Evento histórico | Término do evento                                 |
| --- | ------------------------------------- | --- | ------------------------------------------------- |
| Lilly Kempson                                                                                              | 22 de janeiro de 1996 (99 anos)       | Última participante irlandesa da Revolta da Páscoa                                                                                    | 30 de abril de 1916                               |
| Henry Allingham                                                                                            | 18 de julho de 2009 (113 anos)        | Último membro fundador da Royal Air Force                                                                                             | 1 de junho de 1916                                |
| Altino Bueno da Silva (108 anos) Sebastiana da Silva Medeiros (104 anos) Maria Trindade Martins (105 anos) | em 2013 (?)                           | Últimos sobreviventes da Guerra do Contestado                                                                                         | agosto de 1916                                    |
| George Perman                                                                                              | 24 de maio de 2000 (99 anos)          | Último sobrevivente do naufrágio do HMHS Britannic                                                                                    | 21 de novembro de 1916                            |
| Richard W. Richards                                                                                        | 8 de maio de 1985 (91 anos)           | Último membro da Expedição Transantártica Imperial                                                                                    | 29 de maio de 1917                                |
| Boris Gudz                                                                                                 | 27 de dezembro de 2006 (103-104 anos) | Último veterano que lutou na Revolução Russa e na Guerra Civil Russa                                                                  | 8 de novembro de 1917 e junho de 1923             |
| Florence Green                                                                                             | 5 de fevereiro de 2012 (110 anos)     | Última veterana da Primeira Guerra Mundial e última membro da WRAF                                                                    | 11 de novembro de 1918                            |
| Otto von Habsburg                                                                                          | 4 de julho de 2011 (98 anos)          | Último membro da Corte Imperial de Habsburgo                                                                                          | 11 de novembro de 1918                            |
| Juan Filloy                                                                                                | 15 de julho de 2000 (105 anos)        | Último estudante que fez parte da Reforma Universitária argentina de 1918                                                             | 1918                                              |
| Raul Fernandes                                                                                             | 6 de janeiro de 1968 (90 anos)        | Último assinante do Tratado de Versalhes                                                                                              | 28 de junho de 1919                               |
| Francisco Núñez Olivera                                                                                    | 29 de janeiro de 2018 (120 anos)      | Último veterano da Guerra do Rife | 1920-1927                                         |
| Waldemar Levy Cardoso                                                                                      | 13 de maio de 2009 (108 anos)         | Último veterano da Revolução de 1930 Último brasileiro participante da Primeira Guerra Mundial Último marechal do Exército brasileiro | 24 de outubro de 1930 11 de novembro de 1918 1967 |
| Olivia Hooker                                                                                              | 21 de novembro de 2018 (103 anos)     | Último sobrevivente da Rebelião Racial de Tulsa                                                                                       | 1 de junho de 1921                                |
| Altino Gomes da Silva                                                                                      | 23 de março de 1996 (91 anos)         | Último participante conhecido da Revolta dos 18 do Forte de Copacabana                                                                | 6 de julho de 1922                                |
| Vasco Bruttomesso                                                                                          | 2 de janeiro de 2009 (105 anos)       | Último veterano da Marcha sobre Roma                                                                                                  | 29 de outubro de 1922                             |
| Emil Klein                                                                                                 | 22 de fevereiro de 2010 (104 anos)    | Último membro do fracassado Putsch da Cervejaria de Adolf Hitler                                                                      | 9 de novembro de 1923                             |
| Ivo Pavelić                                                                                                | 22 de fevereiro de 2011 (103 anos)    | Último competidor das Olimpíadas de 1924                                                                                              | 27 de julho de 1924                               |
| Louis Victor Pierre Raymond de Broglie, duc de Broglie                                                     | 19 de março de 1987 (94 anos)         | Último participante da Quinta Conferência de Solvay                                                                                   | 29 de outubro de 1927                             |
| Carla Marangoni                                                                                            | 18 de janeiro de 2018 (109 anos)      | Última competidora das Olimpíadas de 1928                                                                                             | 12 de agosto de 1928                              |
| Francisco Varallo                                                                                          | 30 de setembro de 2010 (100 anos)     | Último jogador da Copa do Mundo de 1930 no Uruguai                                                                                    | Julho de 1930                                     |
| Venceslau Brás                                                                                             | 15 de maio de 1966 (98 anos)          | Último Presidente do Brasil da República Velha.                                                                                       | 24 de outubro de 1930                             |
| Nair de Teffé von Hoonholtz                                                                                | 10 de junho de 1981 (95 anos)         | Última Primeira-dama do Brasil da República Velha                                                                                     | 24 de outubro de 1930                             |

## 1931–1945
| Nome                                | Falecimento                      | Evento histórico                                                                    | Término do evento     |
| ----------------------------------- | -------------------------------- | ----------------------------------------------------------------------------------- | --------------------- |
| Simone Schaller                     | 20 de outubro de 2016 (104 anos) | Última competidora das Olimpíadas de 1932                                           | 14 de agosto de 1932  |
| Josef Felder                        | 28 de outubro de 2000 (100 anos) | Última pessoa a ter votado contra a Lei de Concessão de Plenos Poderes de 1933      | 23 de março de 1933   |
| Edd L. Miller                       | 18 de setembro de 2000 (87 anos) | Última testemunha do tiroteio de Bonnie e Clyde                                     | 23 de maio de 1934    |
| Werner Franz                        | 13 de agosto de 2014 (92 anos)   | Último tripulante do desastre de Hindenburg                                         | 6 de maio de 1937     |
| Werner Doehner                      | 8 de novembro de 2019 (90 anos)  | Último sobrevivente do destastre de Hindenburg                                      | 6 de maio de 1937     |
| José Alves de Matos                 | 15 de junho de 2014 (97 anos)    | Último cangaceiro do bando de Lampião                                               | 28 de julho de 1938   |
| Emilio Ochoa                        | 27 de junho de 2007 (99 anos)    | Último assinante da Constituição Cubana                                             | 1940                  |
| Donald "Nick" Clifford              | 29 de novembro de 2019 (98 anos) | Último trabalhador da construção do Monte Rushmore                                  | 1941                  |
| Bernhard Heuer                      | Pessoa viva (102 anos)           | Último sobrevivente do naufrágio do Bismarck                                        | 27 de maio de 1941    |
| Rudolf Brazda                       | 3 de agosto de 2011 (98 anos)    | Último sobrevivente de campo de concentração nazista deportado por ser homossexual  | 8 de agosto de 1942   |
| Clifford Brewer                     | 29 de abril de 2017 (104 anos)   | Último cirurgião sobrevivente do desembarque na Normândia                           | 6 de junho de 1944    |
| Ewald-Heinrich von Kleist-Schmenzin | 8 de março de 2013 (90 anos)     | Último participante do Atentado de 20 de julho contra Adolf Hitler                  | 20 de julho de 1944   |
| Dr. Noel Jacob Wiener               | 2015 (99-100 anos)               | Última testemunha do Instrumento da rendição alemã                                  | 7 de maio de 1945     |
| Rudolf Hess                         | 17 de agosto de 1987 (93 anos)   | Último membro do gabinete do Terceiro Reich                                         | 7 de maio de 1945     |
| Theodore Van Kirk                   | 28 de julho de 2014 (93 anos)    | Último tripulante do Enola Gay                                                      | 6 de agosto de 1945   |
| Russell Gackenbach                  | Pessoa viva (93 anos)            | Último tripulante do Necessary Evil                                                 | 9 de agosto de 1945   |
| Claude Choules                      | 5 de maio de 2011 (110 anos)     | Último veterano a ter lutado na Primeira Guerra Mundial e na Segunda Guerra Mundial | 2 de setembro de 1945 |

## 1946–1960
| Nome             | Falecimento                      | Evento histórico                                                                              | Término do evento     |
| ---------------- | -------------------------------- | --------------------------------------------------------------------------------------------- | --------------------- |
| Ben Ferencz      | 7 de abril de 2023 (103 anos)    | Último promotor do Tribunal de Nuremberg                                                      | 1 de outubro de 1946  |
| Gopal Godse      | 26 de novembro de 2005 (86 anos) | Último conspirador envolvido no assassinato de Gandhi                                         | 30 de janeiro de 1948 |
| Caren Marsh Doll | Pessoa viva (105 anos)           | Última sobrevivente da queda do Standard Air Lines Flight 897                                 | 12 de julho de 1949   |
| Alcides Ghiggia  | 16 de julho de 2015 (88 anos)    | Último jogador do Maracanaço (Brasil vs. Uruguai na Copa do Mundo de 1950)                    | 16 de julho de 1950   |
| Paik Sun-yup     | 10 de julho de 2020 (99 anos)    | Último comandante sul-coreano da Guerra da Coreia                                             | 27 de julho de 1953   |
| Zelma Henderson  | 20 de maio de 2008 (88 anos)     | Última demandante do caso Brown v. Board of Education                                         | 17 de maio de 1954    |
| Horst Eckel      | 3 de dezembro de 2021 (89 anos)  | Último jogador do Milagre de Berna                                                            | 4 de julho de 1954    |
| Maurice Faure    | 6 de março de 2014 (92 anos)     | Último assinante do Tratado de Roma                                                           | 25 de março de 1957   |
| Kurt Diemberger  | Pessoa viva (93 anos)            | Última pessoa a ter realizado as primeiras subidas em duas montanhas com mais de 8 mil metros | 25 de maio de 1960    |

## 1961–2000
| Nome               | Falecimento                       | Evento histórico | Término do evento                            |
| ------------------ | --------------------------------- | --- | -------------------------------------------- |
| Geremia Lunardelli | 9 de maio de 1962 (76 anos)       | Último Rei do Café | 9 de maio de 1962                            |
| John Glenn         | 8 de dezembro de 2016 (95 anos)   | Último astronauta do Programa Mercury                                                                                               | 16 de maio de 1963                           |
| Franz König        | 13 de abril de 2004 (98 anos)     | Último cardeal nomeado pelo Papa João XXIII e o último participante do conselho que elegeu o Papa Paulo VI                          | 31 de junho de 1963                          |
| Clint Hill         | 21 de fevereiro de 2025 (93 anos) | Último passageiro da limusine presidencial de Kennedy que chegou em Parkland                                                        | 22 de novembro de 1963                       |
| John Lewis         | 17 de julho de 2020 (80 anos)     | Último membro do The Big Six | 1968                                         |
| Walter Cunningham  | 3 de janeiro de 2023 (90 anos)    | Último tripulante da missão Apollo 7                                                                                                | 22 de outubro de 1968                        |
| Edgar Mitchell     | 4 de fevereiro de 2016 (85 anos)  | Último tripulante da missão Apollo 14                                                                                               | 9 de fevereiro de 1971                       |
| Harrison Schmitt   | Pessoa viva (89 anos)             | Último tripulante da missão Apollo 17                                                                                               | 19 de dezembro de 1972                       |
| Nguyễn Văn Thiệu   | 29 de setembro de 2001 (78 anos)  | Último presidente do Vietnã do Sul                                                                                                  | 30 de abril de 1975                          |
| Joseph Ratzinger   | 31 de dezembro de 2022 (95 anos)  | Último cardeal nomeado pelo Papa Paulo VI e o último participante do conselho que elegeu o Papa João Paulo I e o Papa João Paulo II | 26 de agosto de 1978 e 16 de outubro de 1978 |
| Dmitri Yazov       | 25 de fevereiro de 2020 (95 anos) | Último marechal da União Soviética                                                                                                  | Abril de 1990                                |
| Helmut Kohl        | 16 de junho de 2017 (87 anos)     | Último chanceler da Alemanha Ocidental                                                                                              | 3 de outubro de 1990                         |
| Mikhail Gorbachev  | 30 de agosto de 2022 (91 anos)    | Último presidente da União Soviética                                                                                                | 25 de dezembro de 1991                       |
| Václav Havel       | 18 de dezembro de 2011 (75 anos)  | Último presidente da Checoslováquia                                                                                                 | 31 de dezembro de 1992                       |
| F. W. de Klerk     | 11 de novembro de 2021 (85 anos)  | Último presidente branco da África do Sul                                                                                           | 10 de maio de 1994                           |
| Horst Eckel        | 3 de dezembro de 2021 (89 anos)   | Último jogador do Milagre de Berna                                                                                                  | 4 de julho de 1954                           |
| Zagallo            | 5 de janeiro de 2024 (92 anos)    | Último jogador do Brasil vivo e campeão mundial na Final da Copa do Mundo FIFA de 1958                                              | 29 de junho de 1958                          |
| Kurt Hamrin        | 4 de fevereiro de 2024 (89 anos)  | Último jogador da Suécia vivo da Final da Copa do Mundo FIFA de 1958                                                                | 29 de junho de 1958                          |
| Jimmy Carter       | 29 de dezembro de 2024 (100 anos) | Último presidente americano nascido antes da Segunda Guerra Mundial ainda vivo                                                      | 1 de setembro de 1939                        |
| Paddy Hemingway    | 17 de Março de 2025 (105 anos)    | Último piloto sobrevivente da Batalha da Grã-Bretanha                                                                               | 11 de maio de 1940                           |